# San Marcos (San Marcos)
San Marcos – miasto w Gwatemali, stolica departamentu San Marcos. Według danych szacunkowych z 2012 roku liczba mieszkańców wynosiła 46 046 osób. 
San Marcos leży około 240 km na zachód od stolicy kraju – miasta Gwatemala. Razem z miastem San Pedro Sacatepéquez tworzy jedną aglomerację.
Leży na wysokości 2398 metrów nad poziomem morza w górach Sierra Madre de Chiapas. Miasto założył w 1533 roku Juan de León y Cardona, jeden z dowódców hiszpańskiego konkwistadora Pedro de Alvarado i była to jedna z pierwszych miejscowości założonych przez Hiszpanów w Gwatemali.

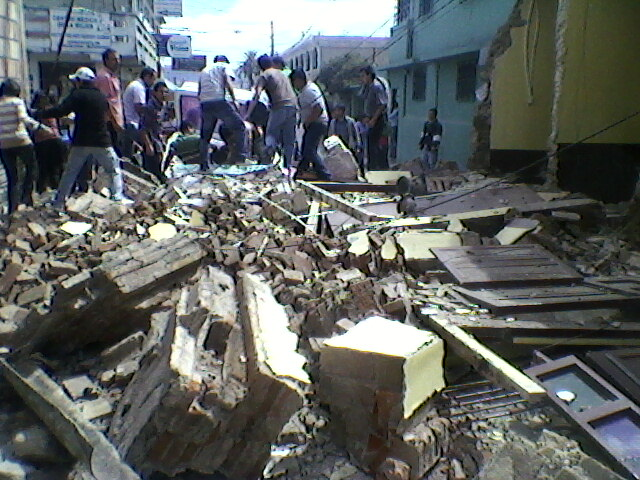
Zniszczenia w mieście spowodowane trzęsieniem ziemi 7 listopada 2012 roku

San Marcos leży w rejonie bardzo aktywnym sejsmicznie. Niedaleko przebiega przechodzący w poprzek Gwatemali uskok Montagua, oddzielający płytę karaibską od płyty północnoamerykańskiej. Ponadto na Pacyfiku, w odległości około 100 km od wybrzeża, przebiega aktywny uskok łączący płytę karaibską z płytą kokosową. Takie położenie sprawia, że trzęsienia ziemi o sile ponad 4 stopni w skali Richtera zdarzają się w każdym miesiącu. Co kilka lat zdarzają się wstrząsy o sile powyżej 7 w skali Richtera. Taki wstrząs miał miejsce 7 listopada 2012 roku, w wyniku którego śmierć poniosły 44 osoby, a 150 zostało rannych.
W mieście funkcjonuje klub piłkarski Deportivo Marquense.

## Gmina San Marcos
Miasto jest także siedzibą władz gminy o tej samej nazwie, która jest jedną z dwudziestu dziewięciu gmin w departamencie. W 2012 roku gmina liczyła 52 019 mieszkańców.
Gmina jak na warunki Gwatemali jest średniej wielkości, a jej powierzchnia obejmuje 121 km². Mieszkańcy gminy utrzymują się głównie z rolnictwa (36%), usług (29%), hodowli zwierząt oraz z rzemiosła artystycznego.
Klimat gminy jest równikowy, według klasyfikacji Wladimira Köppena, należy do klimatów tropikalnych monsunowych (Am), z wyraźną porą deszczową występującą od maja do października. W tym okresie wypada średnio 118 dni deszczowych. Średnia temperatura wynosi 19ºC a suma rocznych opadów 2138 mm. Większość terenu pokryta jest dżunglą.